# Chirocephalus chyzeri
Chirocephalus chyzeri är en kräftdjursart som beskrevs av Daday 1890. Chirocephalus chyzeri ingår i släktet Chirocephalus och familjen Chirocephalidae. Inga underarter finns listade i Catalogue of Life.